# Маниту (фильм)
«Маниту» (англ. The Manitou) — американский фильм ужасов 1978 года. Экранизация книги Грэма Мастертона «Маниту» (1975). Это последний фильм режиссёра Уильяма Гёрдлера (вскоре после съёмок режиссёр погиб из-за несчастного случая).

## Сюжет
Женщина по имени Карен обращается в одну из больниц Сан-Франциско с жалобой на некую опухоль, появившуюся у неё на шее. Доктора, изучив опухоль, решают, что она обладает признаками самостоятельного живого существа и пытаются удалить её, что провоцирует ужасные последствия.
На самом деле опухоль является своего рода инкарнацией древнего индейского шамана, который пытается возродиться, используя для воплощения тело девушки, чтобы отомстить белым за истребление своего родного народа. Для того, чтобы вступить в контакт с духом, врачи обращаются за помощью к современному шаману. После долгой борьбы им всё же удаётся одержать верх, однако их победа не окончательна — как гласит теглайн фильма, «зло не умирает, оно лишь ждёт возможности воскреснуть».

## В ролях
- Тони Кёртис — Гарри Эрскин
- Энн Сотерн — миссис Карманн
- Стелла Стивенс — Амелия Крузо
- Майкл Ансара — Джон Поющий Рок
- Сьюзан Страсберг — Карен Тэнди
- Джон Седар — доктор Джек Хеджес
- Пол Манти — доктор МакЭвой
- Бёрджесс Мередит — доктор Сноу
- Жанетт Нолан — миссис Винконис
- Лёрин Таттл — миссис Херц